# Marcelle Kraemer-Bach

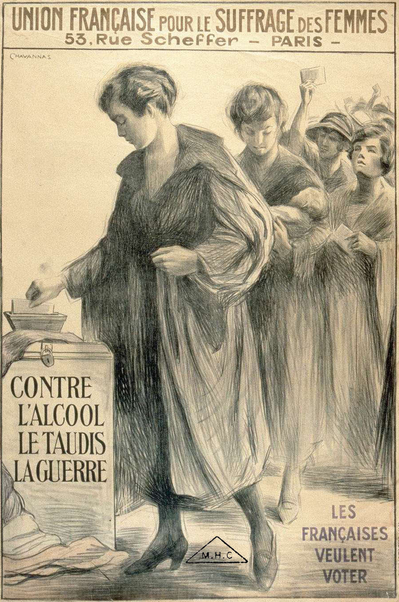
Französischer Bund für das Frauenstimmrecht: "Gegen Alkohol, Notunterkunft, Krieg – Die Französinnen wollen abstimmen"

Marcelle Kraemer-Bach, gebürtige Bach,  (* 26. Dezember 1895 in Brăila (Rumänien); † 16. Mai 1990 Paris) war eine französische Rechtsanwältin, Feministin und Widerstandskämpferin.

## Leben

### Anfänge
Bella Marcelle Bach war die Tochter von Angelo Bach und Clothilde de Castro, die sephardischer Herkunft waren. Sie hatte eine ältere Schwester, Adine, die ebenfalls in Rumänien geboren wurde. Ihre Eltern ließen sich 1903 in Paris nieder. Sie führten ein wohlhabendes Leben im 16. Arrondissement und erzogen ihre Töchter sehr streng. Zur Zeit des Ersten Weltkriegs meldeten sich Marcelle Bach und ihre Schwester freiwillig in einem Krankenhaus in Nizza. Im Nachhinein erzählte sie von dieser Zeit: „Während des Krieges und im Übrigen während unseres ganzen Lebens gelang es meiner Schwester und mir, unseren guten Willen und unseren Wunsch zu dienen einzusetzen.“
Marcelle Bach, nunmehr eine Waise, heiratete 1915 in Paris den Anwalt Robert Fernand Crémieux, dessen Vater Fernand Crémieux Rechtsanwalt und Senator war und dessen Schwester Suzanne Crémieux Senatorin wurde. 1917 brachte sie ihren einzigen Sohn, Jean-Pierre Crémieux, zur Welt. Kurz darauf trennte sie sich von ihrem Ehemann. Sie absolvierte ein Jurastudium. Parallel dazu trat Bach der Union française pour le suffrage des femmes (UFSF) bei und legte auf deren Kongress 1919 einen Bericht über das Frauenwahlrecht in der Arbeiterschaft vor. Nach ihrer Scheidung heiratete sie 1923 in Paris erneut und zwar den Rechtsanwalt Pierre Kraemer-Raine. Nach Abschluss ihres Studiums ließ sie sich 1921 zusammen mit Andrée Lehmann und Yvonne Netter als Rechtsanwältin in Paris einschreiben. Sie war 54 Jahre lang als Anwältin tätig und spezialisierte sich auf Frauenrecht.

### Politische und feministische Aktivitäten
Kurz nach ihrer Zulassung als Anwältin trat sie der Radikalen Partei bei. 1925 nahm sie an der außerparlamentarischen Kommission zur Überprüfung der Rechte der Frau teil und widmete diesem Thema zahlreiche Artikel.
1928 war sie zusammen mit Vera Poska-Grünthal (Estland), Clara Campoamor (Spanien), Agathe Dyvrande-Thévenin (Frankreich) und Margarete Berent (Deutschland) an der Gründung der Fédération internationale des femmes magistrates et avocates (Internationale Vereinigung der Richterinnen und Anwältinnen) in Paris beteiligt. Sie wurde häufig für Vorträge in ganz Frankreich angefragt: Zum einen von der UFSF, um Frauen dazu aufzurufen, sich zu organisieren und für das Wahlrecht zu kämpfen. Zum anderen von der Radikalen Partei, deren Wahlkampf 1932 sie aktiv unterstützte, insbesondere in Marseille. In dieser Stadt trug sie zur Gründung der ersten Frauensektion der Partei bei.
1934 wurde Marcelle Kraemer-Bach zur Generalsekretärin der UFSF ernannt, die damals von Cécile Brunschvicg präsidiert wurde. Sie war zusammen mit Pauline Rebour und Suzanne Grinberg eine von drei Juristinnen, die auch dem Zentralkomitee der UFSF angehörten.
Sie unterhielt Beziehungen zu Frauenbewegungen in der ganzen Welt. So trat sie der 1929 gegründeten Internationalen Föderation der Richter- und Rechtsanwaltsfrauen bei. 1934 besuchte sie den Internationalen Frauenkongress in Chicago. Am Vorabend des Zweiten Weltkriegs legte sie der UFSF einen Bericht über das eheliche Güterrecht von Eheleuten mit unterschiedlicher Staatsangehörigkeit vor.

### Zweiter Weltkrieg
Zu Beginn des Krieges verließ sie Paris und ging in die freie Zone, wo sie sich in Lyon niederließ und ihren Beruf ausübte. Im Mai 1940 fiel ihr Sohn in der Schlacht um die Ardennen. Sie konvertierte zum Katholizismus und ließ sich am 29. Mai 1941 in Saint-Paul-de-Vence taufen.
Im selben Zeitraum trat sie über das Nachrichtennetzwerk Gallia-Kasanga, wo sie das Pseudonym Marie-Yvonne de Kergaradec annahm, in den Widerstand ein. Sie wurde dem Übersetzungsdienst und später dem Gesundheitsdienst der französischen Streitkräfte im Inneren zugeteilt. Danach flüchtete sie bis zur Befreiung von Paris in die Schweiz.

### Späte Jahre
Nach ihrer Rückkehr in die Hauptstadt arbeitete sie im Ministerium für Gefangene und Deportierte, wo sie mit dem Fall der überlebenden Kinder des Konzentrationslagers Buchenwald betraut war. Sie gehörte zu einer Gruppe von Juristen, die erreichten, dass alle Kinder von Deportierten in Frankreich unabhängig von ihrer Nationalität „Mündel der Nation“ wurden. 1951 gehörte sie zusammen mit Hélène Campinchi und Marie-Hélène Lefaucheux einer französischen Delegation bei den Vereinten Nationen an.
Sie war an der Gründung der Association des femmes républicaines (Verein republikanischer Frauen) beteiligt, deren erstes Ziel die Ausbildung von Neuwählerinnen war, da das Wahlrecht 1944 erworben wurde. Bis in die 1970er Jahre nahm sie weiterhin an den Kongressen der Internationalen Vereinigung der Richter- und Rechtsanwaltsfrauen teil. Sie war Vorsitzende der Association des pères et mères des morts pour la France (Vereinigung der Väter und Mütter der für Frankreich Gefallenen), für die sie bis 1986 zahlreiche Artikel verfasste.
Im Alter von 92 Jahren veröffentlichte sie ihre Memoiren La Longue route, in denen sie zahlreiche feministische Persönlichkeiten aus der Zeit zwischen den beiden Weltkriegen erwähnt.

## Werke
- La longue route. La pensée universelle, 1988, ISBN 978-2-214-07735-1.
- Les Actions alimentaires en droit international : Commentaire des projets des Nations unies. Presses universitaires de France, 1953.
- Le régime matrimonial des époux dont la nationalité est différente. Pedone, 1939 (mit Marcelle Renson).
- La capacité de la femme mariée en droit français et en droit comparé. In: La revue pratique de droit international. 1938.
- Les Inégalités légales entre l’homme et la femme. Presses universitaires de France, 1927.